# Alberto Giolitti
Alberto Giolitti, född 1923, död 1993, italiensk serieskapare som tecknat för såväl den europeiska som den brittiska och amerikanska seriemarknaden. Hade sedan 1960-talet även en egen tecknarstudio med assistenter som "spöktecknade" åt honom.
Giolitti och Studio Giolitti har bl.a. tecknat "Tarzan", den italienska produktionen av "Fantomen", det amerikanska förlaget Dells versioner av "King Kong" och "Star Trek", samt brittiska IPC:s "Captain Hurricane" och "Svartkåpan"